# Josef Cap
Pour les articles homonymes, voir Cap.
Josef Cap (né le 4 janvier 1952 à Vienne) est un homme politique autrichien (SPÖ). Il est membre du Conseil national autrichien de 1983 à 2017, il est président du club SPÖ de 2007 à 2013. Depuis 1994, il est président de la section de Hernals.

## Biographie
Cap fait ses études primaires et secondaires chez les Piaristes. Après la maturité, il effectue son service militaire dans la Bundesheer autrichienne en tant qu'auxiliaire. Il commence par étudier le droit, puis s'oriente vers les sciences politiques et obtient son doctorat en 1988 avec une thèse sur l'identité sociale-démocrate en théorie et en pratique entre 1978 et 1988.
De 1978 à 1984, il fut président de la Jeunesse socialiste. En 1982, il lance une "plateforme rouge-verte" au sein du SPÖ, qui suscite de vives critiques de la part de la direction du parti. Lors de la conférence fédérale du SPÖ en octobre 1982, Cap pose trois questions au gouverneur du Burgenland Theodor Kery et est ensuite exclu du conseil d'administration fédéral du SPÖ. En 1983, après une campagne de vote préférentiel (62 457 voix), il est élu député, où il siège jusqu'en 2017.
De 1988 à 1993, il est secrétaire central du SPÖ, de 1993 à 1995 directeur fédéral du SPÖ et à partir de 1994, il est président président de la section de Hernals. Après six ans en tant que président-directeur du club, puis six ans en tant que président du groupe parlementaire social-démocrate, il devient vice-président du club du groupe parlementaire social-démocrate après les élections de 2013.
En plus de son travail en tant que membre du Conseil national, Cap est président exécutif du Renner-Institut, l'académie du parti social-démocrate, du 1er janvier 2014 au 1er décembre 2017. Le journal Falter critique le fait que ce poste fut créé pour lui et qu'il est doté d'un salaire brut de 6 000 euros afin qu'il ne perde aucun salaire par rapport à son précédent poste de président du club. Des politiciens du SPÖ tels que Max Lercher (de), le président des jeunes Wolfgang Moitzi (de) et le chef du SPÖ du Vorarlberg Michael Ritsch (de) critiquent avec véhémence cette nomination. Josef Cap répond qu'il reprend son poste d'origine après douze ans en tant que président du club, un poste dans lequel un revenu supplémentaire n'est pas autorisé par la loi. Son travail au sein du Renner-Institut se concentre sur le processus de programmation du parti, dont l'objectif est de développer un nouveau programme de base pour le SPÖ. Conformément aux dispositions de la loi d'incompatibilité et de transparence des organes suprêmes, selon lesquelles le montant de leur salaire brut mensuel moyen doit être divulgué, les revenus supplémentaires de Cap pour 2014 entrent dans la troisième des cinq catégories des membres du Conseil national.
En tant que député, Josef Cap est membre des commissions suivantes au cours de la législature jusqu'en 2017 : commission de la politique étrangère, commission du règlement, commission principale, sous-commission permanente de la commission principale, sous-commission permanente des affaires de l'Union européenne, commission permanente Sous-commission des questions sur le Mécanisme européen de stabilité, commission constitutionnelle, commission de la culture et commission scientifique. De 2008 à 2017, il est président de la commission de politique étrangère du Conseil national.
Cap fait partie d'un groupe de discussion hebdomadaire produit par OE24.at avec son ancien opposant politique Peter Westenthaler.